# 毛秉仁
毛秉仁（1669年4月19日（康煕八年三月十九日）—1744年9月4日（乾隆九年七月二十八日）），和名美里親方安滿，童名眞山戸，號景雲，琉球國第二尚氏王朝政治家、三司官。毛氏美里殿內二世。
毛秉仁是毛見龍（嵩原親方安依）的長子。他也是友寄親雲上安乘的長兄。康煕三十五年（1696年）任御物奉行職。翌年繼承父親的家督之位，轉任美里間切總地頭職。康熙四十二年（1703年），以年頭使的身份出使薩摩藩。雍正三年十一月七日（1725年12月11日）被任命為三司官。雍正七年（1729年），改稱美里親方，其家族自此也被改稱為美里家。
雍正十二年（1734年），平敷屋友寄事件發生，其弟友寄安乘遭到處決，毛秉仁一家未受牽連。雍正十三年十月朔日（1735年11月14日），以衰老為由致仕。乾隆九年七月二十八日（1744年9月4日）卒，壽七十六歲。

## 家族
- 父：毛見龍（嵩原親方安依）
- 母：諸見里翁主（尚質王之女）

- 室：思龜（號本源，毛氏小禄里之子親雲上盛商女） 
  - 長男：毛健元（美里親方安承）
  - 長女：武樽金（號寂心，嫁向氏本部按司朝隆）
  - 次女：眞牛（嫁向氏禰覇里之子親雲上朝意）
  - 三女：思龜（號慶德，嫁翁氏永山親雲上盛壽）
  - 次男：安致
  - 三男：安生
  - 四男：安置
  - 四女：眞嘉戸（號貞信，嫁章氏渡慶次子正忠）
  - 五男：毛希尹（安忠，過繼為叔父安邑的嗣子）
- 繼室：眞嘉戸（號湛然，章氏安谷屋里之子親雲上祐正女） 
  - 五女：眞鍋